# Michał Marian Siedlecki

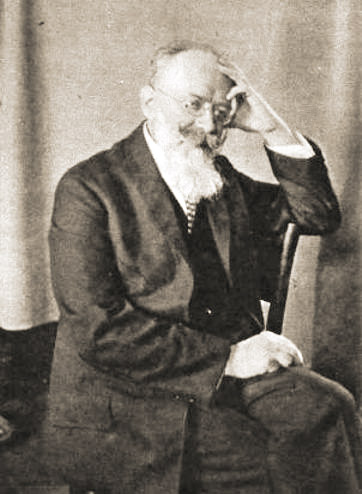
Michał Marian Siedlecki

Michał Marian Siedlecki (* 8. September 1873 in Krakau, Österreich-Ungarn; † 11. Januar 1940 im KZ Sachsenhausen) war ein polnischer Meeresbiologe. 
Er gründete 1923 ein Institut für Meeresforschung auf der Halbinsel Hel und wirkte an den Universitäten Straßburg, Vilnius und Krakau. Im Rahmen der Sonderaktion Krakau wurde er am Montag, dem 6. November 1939, von dem SS-Sturmbannführer Bruno Müller mit über 100 Professoren verhaftet und in das KZ Sachsenhausen deportiert, wo er im folgenden Jahr starb.
In der Volksrepublik Polen erhielten das Institut für Hochseefischerei sowie ein Fischereiforschungsschiff seinen Namen.